# نایتو جولیا
نایتو جولیا (انگلیسی: Naitō Julia; ۱ ژانویهٔ ۱۵۶۶ – ۲۸ مارس ۱۶۲۷) یک زن اشرافی و رهبر مذهبی در دوره سنگوکو و اوایل دوره ادو بود. جولیا یکی از رهبران برجسته کاتولیک بود، که به همراه کیوگوکو ماریا و سایر زنان کاتولیک، به شدت در برابر ظلم‌های تحمیل شده بر مسیحیت مقاومت می‌کردند. او با قوانین دولت سامورایی روبرو شد و حتی در زمان ممنوعیت مسیحیت در ژاپن، نیز به مبارزات تبلیغی خود وفادار ماند.